# Kathedrale St. Stephan (Székesfehérvár)

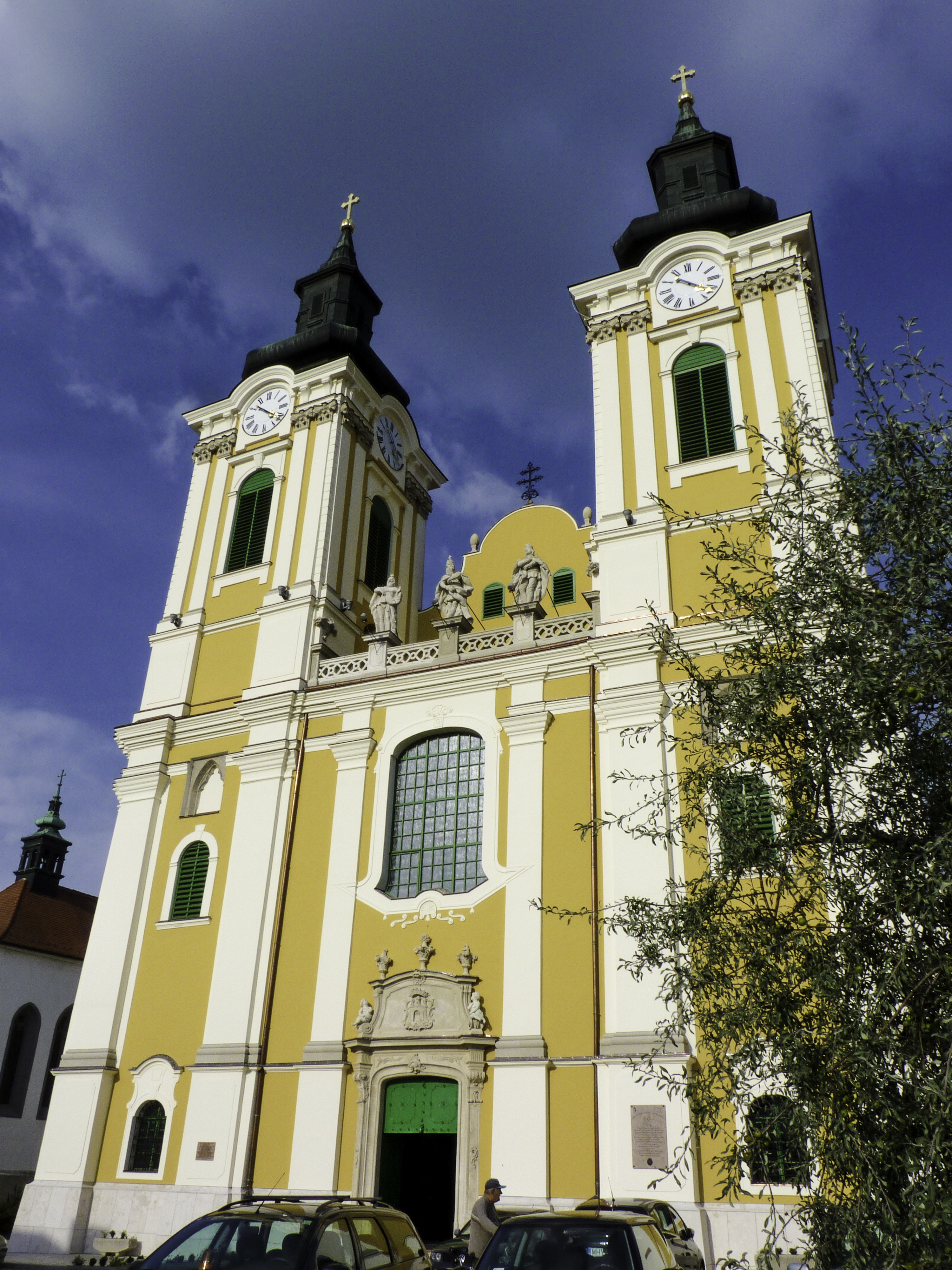
Fassade der Kathedrale (2016)

Die Kathedralbasilika St. Stephan der König (ungarisch Szent István-székesegyház) oder Kathedrale von Székesfehérvár ist die römisch-katholische Kathedrale des Bistums Székesfehérvár. Die Kirche ist dem hl. König Stephan gewidmet und trägt zusätzlich den Titel einer Basilica minor. Sie ist ein geschütztes Kulturdenkmal.

## Geschichte

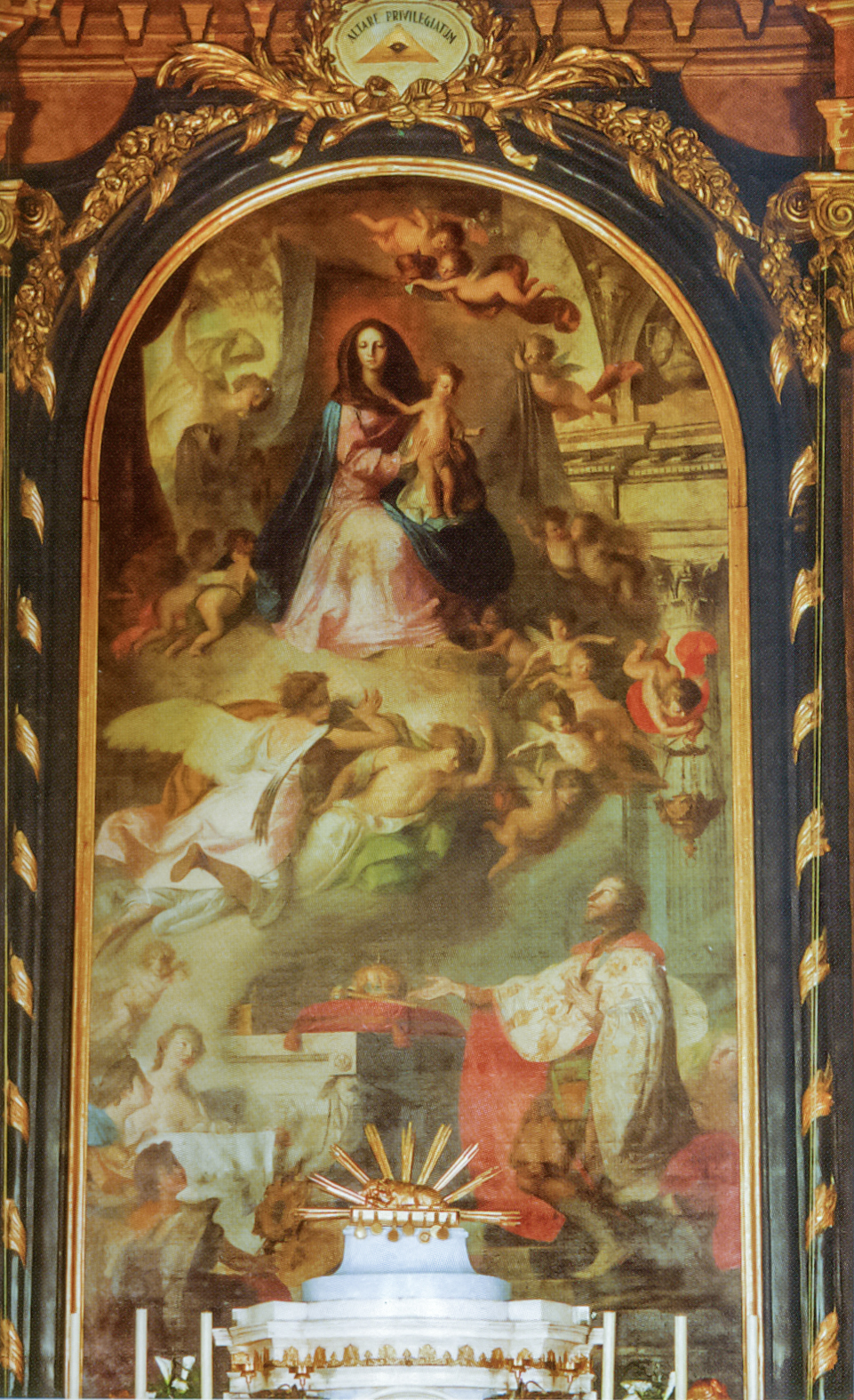
Hochaltarbild von Vinzenz Fischer (1775): König Stephan der Heilige weiht die Krone von Ungarn der Jungfrau Maria

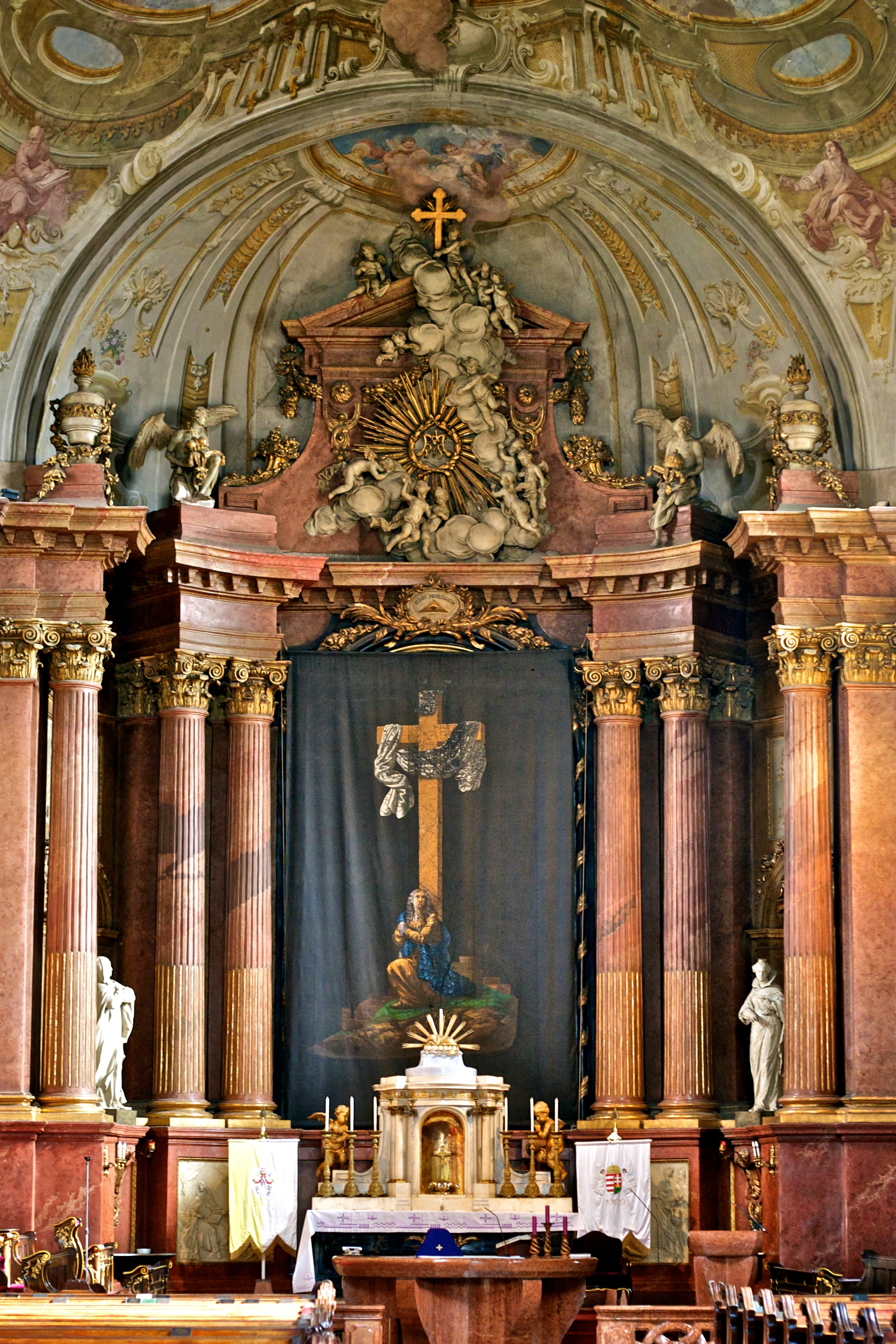
Altarraum in der Fastenzeit

Im Jahr 1010 wurde die Basilika von Székesfehérvár durch König Stephan fertiggestellt; diese wurde während der Türkenkriege 1601 zerstört. Unweit südlich lag auf einem Hügel die erste Herrscherresidenz, der Palast des Großfürsten Géza, der den ältesten historischen Stadtkern bildet. Dazu gehörte die mittelalterliche, gotische Peter-und-Paul-Basilika. Auf deren Fundamenten wurde die neue Kirche zwischen 1758 und 1768 als Pfarrkirche von Székesfehérvár errichtet.
Die Kirche wurde anhand der Pläne von Martin Grabner im Barockstil erbaut. Die Finanzierung erfolgte über Spenden, so auch von Kaiserin Maria Theresia. Mit der Gründung des Bistums Székesfehérvár wurde die Kirche 1777 zur Kathedrale erhoben. Ihre Türme wurden zwischen 1805 und 1815 erhöht. Papst Pius XI. verlieh der Kathedrale 1938 den Titel einer Basilica minor.

## Kathedrale
Über dem Portal erhebt sich eine Doppelturmfassade, auf deren Sims die Statuen der drei Heiligen Stephan, Ladislaus und Emmerich stehen. Beide Türme tragen Uhren. Der Chor mit Altar und die Kanzel wurden von dem österreichischen Architekten Franz Anton Hillebrandt entworfen. Das Altarbild stellt den knienden Stephan beim Überreichen der Stephanskrone an die Gottesmutter dar. Der Altar wurde von Vinzenz Fischer unter Verwendung von rotem Marmor mit korinthischen Säulenkapitellen gefertigt. Die imposanten Deckenfresken über das Leben des hl. Stephan stammen von Johann Cymbal. Die Stationen des Kreuzwegs sind Arbeiten des Bildhauers Barna Búza aus den 1950er Jahren. In der Unterkirche ist der Sarkophag von Béla III. und seiner Frau zu sehen.